# Tonquin (település)
Tonquin az Amerikai Egyesült Államok Oregon államának Washington megyéjében elhelyezkedő önkormányzat nélküli település.

## Története
Nevét a Pacific Fur Company Tonquin nevű hajójáról kapta, mivel a vállalat az elnevezésekhez az Oregon történetében fontos eseményeket használt. Az Oregon Electric Railway vasúti megállója 1907–1908-ban épült, a posta pedig 1909 és 1924 között működött.
Ma erre halad a Westside Express Service.

## Fordítás
- Ez a szócikk részben vagy egészben  a   Tonquin, Oregon című angol Wikipédia-szócikk ezen változatának fordításán alapul.  Az eredeti cikk szerkesztőit annak laptörténete sorolja fel. Ez a jelzés csupán a megfogalmazás eredetét és a szerzői jogokat jelzi, nem szolgál a cikkben szereplő információk forrásmegjelöléseként.